# Eviota readerae
Eviota readerae är en fiskart som beskrevs av Gill och Jewett 2004. Eviota readerae ingår i släktet Eviota och familjen smörbultsfiskar. Inga underarter finns listade i Catalogue of Life.